# Manuel González
Manuel del Refugio González Flores (Matamoros, 17 giugno 1833 – Chapingo, 8 maggio 1893) è stato un politico e generale messicano.
È stato Presidente del Messico dal 1º dicembre 1880 al 30 novembre 1884.

## Biografia
Entrato nell'esercito a 17 anni, Manuel González combatté nella guerra messico-statunitense del 1845 - 1848, poi, dal 1858 al 1860, militò tra le file dei liberali nella guerra civile con i conservatori, guadagnandosi alla fine del conflitto il grado di colonnello. Durante il Secondo intervento francese in Messico combatté valorosamente contro gli invasori francesi a fianco delle truppe repubblicane del presidente del Messico Benito Juárez, rimanendo gravemente ferito nella battaglia di Puebla del 5 maggio 1862, tanto che bisognò amputargli un braccio. Ciò non gli impedì di salire di grado, venendo nominato nel 1864 generale di brigata. Dopo la liberazione del suo Paese, González entrò in politica, militando nelle file del partito liberale e venendo eletto deputato nel 1871; cinque anni dopo appoggiò la rivoluzione del generale Porfirio Díaz contro la rielezione del legittimo presidente messicano Sebastián Lerdo de Tejada, ottenendo diversi incarichi ministeriali nel nuovo governo, come il dicastero della Guerra e della Marina, che tenne dal 28 aprile 1878. Dopo le momentanee dimissioni di Díaz, il 1º dicembre 1880 venne proclamato presidente del Messico: in questa veste dovette fronteggiare una gravissima crisi economica abbattutasi sul Paese, per risolvere la quale emise misure disastrose per le finanze statali, come l'emissione di monete di nichel. Quando poi nel 1884 il suo governo riprese le relazioni diplomatiche con l'Inghilterra, González trovò una fiera opposizione nel Congresso, restio ad accettare il debito inglese. Perciò si dimise dalla suprema carica il 30 novembre dello stesso anno ed ebbe come successore lo stesso Díaz, il quale lo nominò governatore dello Stato di Guanajuato, carica che mantenne fino alla morte, avvenuta l'8 maggio 1893 a Chapingo, a 59 anni. Massone, raggiunse il 33º ed ultimo grado del Rito scozzese antico ed accettato.